# Морру-ду-Шапеу
Морру-ду-Шапеу (порт. Morro do Chapéu)  —  муниципалитет в Бразилии, входит в штат Баия. Составная часть мезорегиона Северо-центральная часть штата Баия. Входит в экономико-статистический микрорегион Жакобина. Население составляет 36 484 человека на 2006 год. Занимает площадь 5531,854 км². Плотность населения — 6,6 чел./км².
Праздник города — 8 августа.

## История
Город основан в 1909 году.

## Статистика
- Валовой внутренний продукт на 2003 год составляет 67 221 578,00 реалов (данные: Бразильский институт географии и статистики).
- Валовой внутренний продукт на душу населения на 2003 год составляет 1889,84 реалов (данные: Бразильский институт географии и статистики).
- Индекс развития человеческого потенциала на 2000 год составляет 0,605 (данные: Программа развития ООН).

## География
Климат местности: горный тропический. В соответствии с классификацией Кёппена, климат относится к категории Csb.